# الروبيكي
الروبيكي منطقة تابعة لمدينة بدر، تمتد من طريق القاهرة الإسماعيلية الصحراوي وحتى طريق القاهرة السويس الصحراوي، فهي بعد آخر تجمعات القاهرة الجديدة وبالتحديد بين مدينة الشروق والمناطق الصناعية بالعاشر من رمضان.
كان في جزء منها مقلب قمامة حولها إلى بؤرة تلوث. ويعتزم محافظ القاهرة نقل الدباغين إلى منطقة الروبيكي من مصر القديمة بعد تطوير المنطقة وجعلها منطقة صناعية جديدة لدباغة الجلود باستثمار إيطالي، بأسلوب يبقي عليها صديقة للبيئة وذلك خلال السنوات الثلاث المقبلة.

## إدارة المشروع
تقوم بإدارة المشروع شركة القاهرة للاستثمار والتطوير العمراني والصناعي.